# Sukcynoglikan
Sukcynoglikan (ang. succinoglycan) jest polimerem podjednostek oktasacharydów, składającym się z jednej reszty galaktozy, siedmiu reszt glukozy, połączonych wiązaniami β-glikozydowymi. Może być modyfikowany przez grupy acetylowe, sukcynylowe i pirogronowe. Ujemny ładunek karboksylanów na grupach sukcynylowych i pirogronowych czynią polisacharyd kwasowym.

## Historia
Sukcynoglikan został po raz pierwszy oczyszczony przez Tokuya Harada w 1965 roku. Początkowo związek ten został nazwany sukcynoglukanem przez zawarty w nim kwas bursztynowy, który składa się głównie z kilku reszt glukozy. Jednak zmieniono tę nazwę na sukcynoglikan, ponieważ jedna reszta galaktozy na siedem reszt glukozy jest również obecna w strukturze tego związku wraz z pewnymi podstawnikami nie węglowodanowymi, a mianowicie pirogronianem, bursztynianem i octanem.

## Wiadomości ogólne
Terminy glikan i polisacharyd są zdefiniowane przez IUPAC jako synonimy oznaczające „związki składające się z dużej liczby monosacharydów połączonych glikozydami”. 
Egzopolisacharyd sukcynoglikan jest wytwarzany głównie przez dużą liczbę mikroorganizmów glebowych z rodzajów Agrobacterium, Rhizobium czy Pseudomonas. Właściwości strukturalne sukcynoglikanu są wyjątkowe pod względem stabilności termicznej i doskonałych właściwości lepkości. W przeciwieństwie do innych wysoce skomercjalizowanych bakteryjnych egzopolisacharydów, takich jak dekstran lub ksantan. Sukcynoglikan w Rhizobium meliloti jest niezbędny do inwazji guzków i być może ich rozwoju. Bakterie atakują guzki przez rurki pochodzenia roślinnego zwane nitkami infekcyjnymi i po uwolnieniu do komórek we wnętrzu guzków, różnicują się w bakteroidy i zaczynają wiązać azot atmosferyczny. Analizy genetyczne wykazały, że sukcynoglikan wytwarzany przez Sinorhizobium meliloti (dawniej Rhizobium meliloti) Rm1021 typu dzikiego, jest niezbędny do udanej inwazji guzków przez bakterie. Rola tych egzopolisacharydów w inwazji guzków nie jest jeszcze jasna. Sukcynoglikany mogą działać jako cząsteczka sygnałowa, wyzwalając odpowiedź rozwojową u rośliny lub regulując odpowiedzi obronne gospodarza. Sukcynoglikany mogą odgrywać rolę strukturalną, przynosząc korzyści bakterii, umożliwiając przyczepność do powierzchni, poprawiając pozyskiwanie składników odżywczych lub zapewniając ochronę przed stresami środowiskowymi i obroną żywiciela.

## Zastosowanie bakteryjnego sukcynoglikanu
Bakteryjne sukcynoglikany obejmują m.in. płyny lecznicze na bazie solanki, kompozycje detergentów do prania, dodatki kosmetyczne. Bakteryjne sukcynoglikany wykorzystuje się jako zagęszczacze, wzmacniacze tekstur, emulgatory, plastyfikatory, stabilizatory lub środki flokulujące. W niedalekim czasie sukcynoglikan był również stosowany jako środek stabilizujący w syntezie zielonych nanocząstek metalu, gdzie rozmiar nanocząstek srebra pozostaje jednolity poniżej 10 nm. Te nanocząsteczki metali są również silną alternatywą dla środków przeciwdrobnoustrojowych.